# Палазино
Палазино — село в Юрьев-Польском районе Владимирской области России, входит в состав Красносельского сельского поселения.

## География
Село расположено на берегу речки Сега в 4 км на юго-запад от райцентра города Юрьев-Польский близ автодороги 17К-10 Юрьев-Польский – Кольчугино.

## История
В XVII столетии село принадлежало Фоме и Андрею Мезецким и церковь в нём была в честь Рождества Пресвятой Богородицы, о чем есть запись в книгах патриаршего казённого приказа 1628 года. В 1841 году вместо обветшавшей деревянной церкви помещик Глебов-Стрешнев с помощью прихожан построил каменную церковь с двумя престолами: холодный — в честь Рождества Пресвятой Богородицы и тёплый — во имя преподобного Феодора Трихина. В 1867 году на средства прихожан построена каменная колокольня. В 1893 году приход состоял из села Палазина и деревни Дроздовой. Всех дворов в приходе 65, мужчин — 186, женщин — 240. В годы Советской Власти церковь была полностью разрушена.
В конце XIX — начале XX века село входило в состав Ильинской волости Юрьевского уезда.
С 1929 года село являлось центром Палазинского сельсовета Юрьев-Польского района, с 1959 года — в составе Дроздовского сельсовета, с 1963 года — в составе Красносельского сельсовета, с 2005 года — в составе Красносельского сельского поселения.

## Население
| 1859 | 1905 | 2002 | 2010 | 2021 |
| ---- | ---- | ---- | ---- | ---- |
| 305  | ↗322 | ↘14  | ↘7   | ↗42  |